# Матуковский, Николай Егорович
Никола́й Его́рович Матуко́вский (бел. Мікала́й Яго́равіч Матуко́ўскі; 12 сентября 1929 — 28 сентября 2001, Минск) — белорусский советский драматург, киносценарист, публицист, журналист. Заслуженный работник культуры БССР (1977). Лауреат премии СЖ СССР (1984). Лауреат Государственной премии БССР (1988). Член СП СССР (1971).

## Биография
Родился 12 сентября 1929 года в крестьянской семье в деревне Калютино (ныне — Россонский район, Витебская область, Беларусь). В ноябре 1943 года семья Матуковских была эвакуирована из оккупированной нацистами территории Россонщины за линию фронта.
Окончил Тродовичскую среднюю школу (1950), работал заведующим отделом кадров и оргработы Россонского райкома комсомола, литературным работником районной газеты «Сацыялістычная праца». Окончил заочное отделение факультета журналистики БГУ имени В. И. Ленина (1950—1956). В 1952—1960 годах — литературный работник, затем — заведующий отделом литературы и искусства республиканской общественно-политической газеты «Звязда», в 1960—1964 годы — главный редактор литературно-драматического вещания Белорусского радио, в 1964—1966 годах — главный редактор репертуарно-редакционной коллегии Министерства культуры БССР. С 1966 года — собственный корреспондент, в 1970—1993 годах — заведующий Белорусским отделением редакции газеты «Известия». В 1993—1995 годах работал в белорусской общественно-политической газете «Рэспубліка». В 1995—1998 годах — руководитель литературной части Национального академического театра имени Янки Купалы.
Умер 28 сентября 2001 года.

## Творчество
Дебютировал в печати в 1952 году. Писал на русском и белорусском языках. Автор 13 пьес (комедия-водевиль «Мужчина, будь мужчиной!, Или воскрешение Дон Кихота» (1966), драма «Три дня и три ночи» (1967), сатирическая комедия «Амнистия» (1971), «Последняя инстанция» (1976), «Наследный принц» (1976), «Мошенник поневоле» (по мотивам романа М. Ларни «Четвёртый позвонок», 1978), «Поединок» (1985), «Мудромер» (1987), «Бездна» (1992), «Колизей» (1992), «Зомби, или Мудромер-два» (1998), переработка сказки З. Бядули «Серебряная табакерка» (1998), драма «Берегите эдельвейсы» по мотивам романа В. Быкова «Альпийская балада» (1999)). Пьесы Н. Матуковского ставились на ведущих театральных площадках Беларуси, экранизировались.

## Сценарии
- 1974 «Минск — город-герой» (документальный)
- 1975 «Мгновения Победы» (документальный)
- 1976 «Сын председателя» (режиссёр Вячеслав Никифоров, Беларусьфильм)
- 1980 «Троянский конь» (Амнистия) (режиссёр Валерий Пономарёв, Беларусьфильм)
- 1985 «Поединок» (в 2-х сериях, телефильм, режиссёр Борис Эрин, Белорусский государственный драматический театра имени Якуба Коласа, «Телефильм» Гостелерадио БССР)
- 1988 «Мудромер» (в 2-х сериях, режиссёр Валерий Пономарёв, Беларусьфильм)
- 1990 «Мудромер» (телепостановка, режиссёр Александр Покровский, Белорусский академический театр имени Янки Купалы, Главная редакция литературно-художественных программ ЦТ)[2]

### Сборники пьес
- бел. «П'есы : выбраныя п'есы» («Пьесы : избранные пьесы») (1979)
- бел. «Мудрамер» («Мудромер») (1989)
- бел. «Апошняя інстанцыя : П'есы» («Последняя инстанция : Пьесы») (1996)

### Документальная повесть
- Минск : документальная повесть о 1100 днях героической борьбы минчан против гитлеровских оккупантов (в письмах, воспоминаниях и документах), 1941—1944 / Н. Е. Матуковский. — Москва : Политиздат, 1982. — 127 с.

### Книга публицистики и эссе
- Чужая беда : очерки, публицистика, эссе / Н. Е. Матуковский. — Москва : Известия, 1987. — 156 с.

## Награды и звания
- заслуженный работник культуры БССР (1977)
- премия Союза журналистов СССР «За публицистические выступления по проблемам экономики и морали» (1984)
- Государственная премия БССР (1988) за пьесу «Мудрамер»
- орден Дружбы народов
- медали